# Gion
Gion (祇園) é um distrito de Kyoto, Japão, originalmente desenvolvido no período Sengoku, em frente ao Santuário de Yasaka (Gion Shrine). O distrito foi construído para acomodar as necessidades dos viajantes e estrangeiros visitantes no santuário. Eventualmente, foi envolvido como o lar das geixas no Japão. O termo "Gion" é relacionado com o Jetavana.

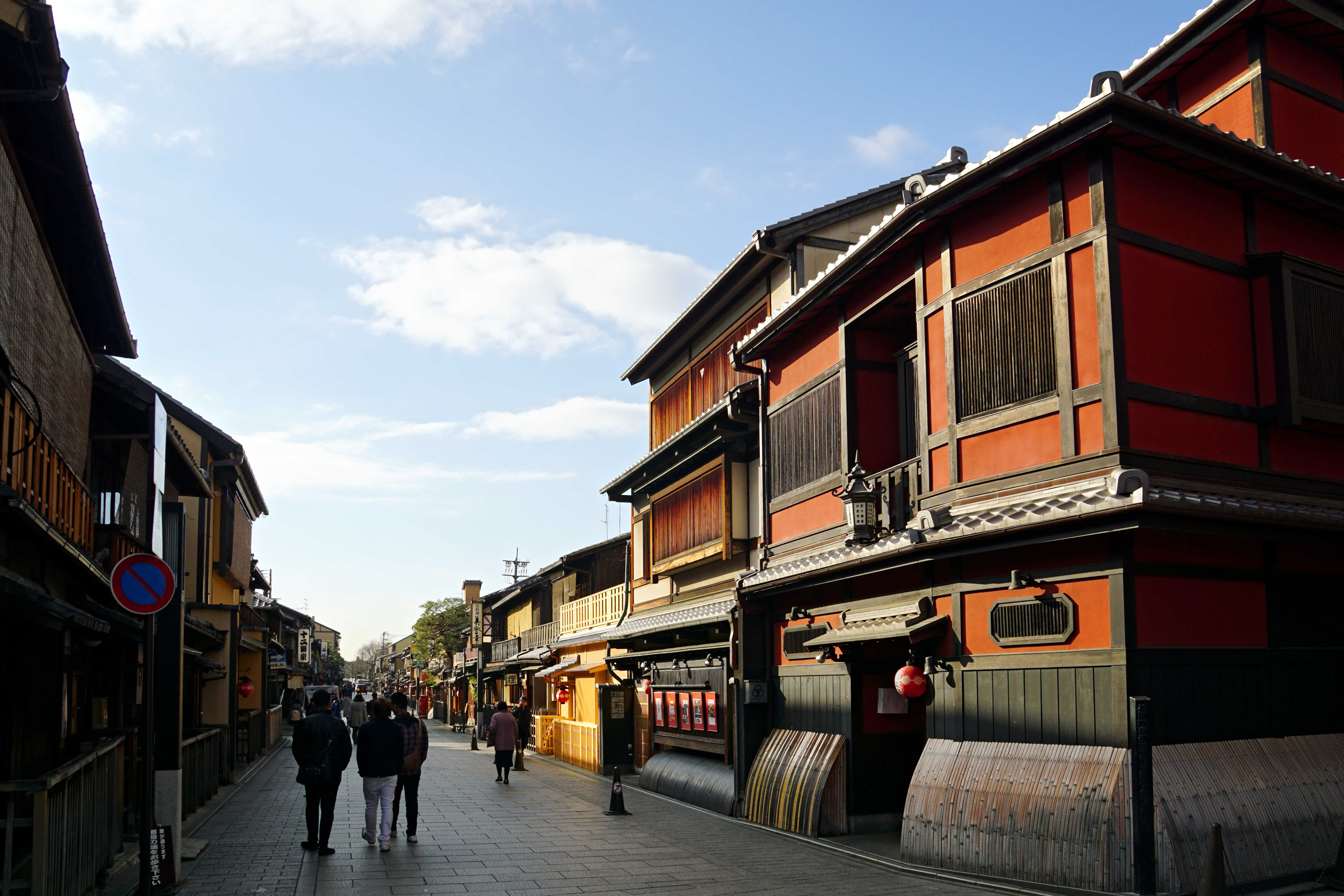
Hanamikoji Street

As gueixas em Kyoto não se referem a si mesmas como gueixas ; em vez disso, eles usam o termo local geiko . Enquanto o termo gueixa significa "artista" ou "pessoa das artes", o termo mais direto geiko significa essencialmente "uma mulher de arte". 

## Divisões

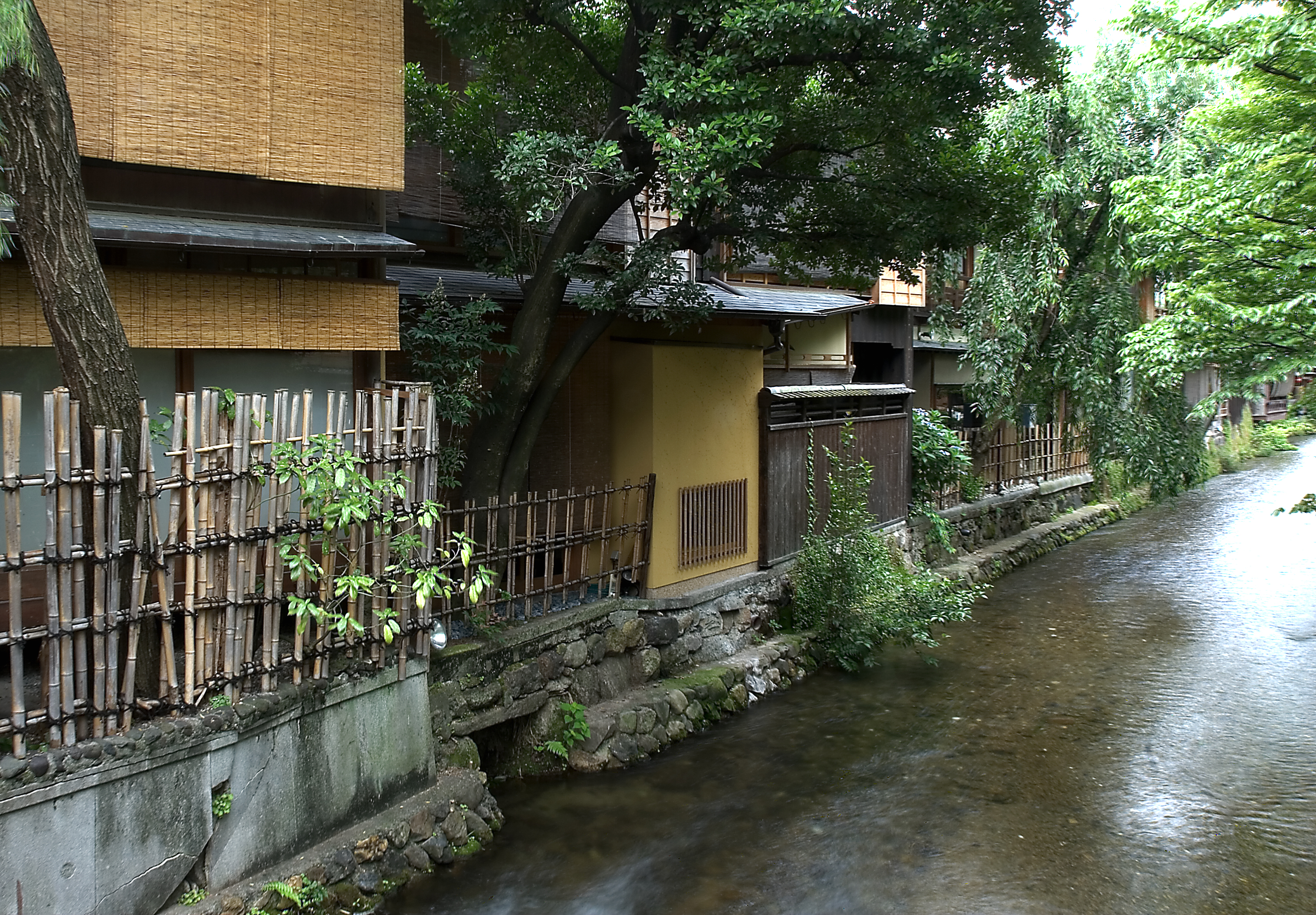
Canal Shirakawa, no distrito de Gion, mostrando a parte traseira de alguns ochaya

Este bairro em Kyoto abriga dois hanamachi, ou distritos geiko : Gion Kobu (祇 園 甲 部) e Gion Higashi (祇 園 東). Os dois eram originalmente do mesmo distrito, mas foram divididos há muitos anos. Gion Kobu é maior, ocupando a maior parte do distrito, incluindo a famosa rua Hanamikoji, enquanto Gion Higashi é menor e ocupa o canto nordeste, centralizado em seu salão de ensaios. Apesar do considerável declínio no número de gueixas em Gion nos últimos cem anos, a área ainda é famosa pela preservação de formas de arquitetura e entretenimento tradicionais. 

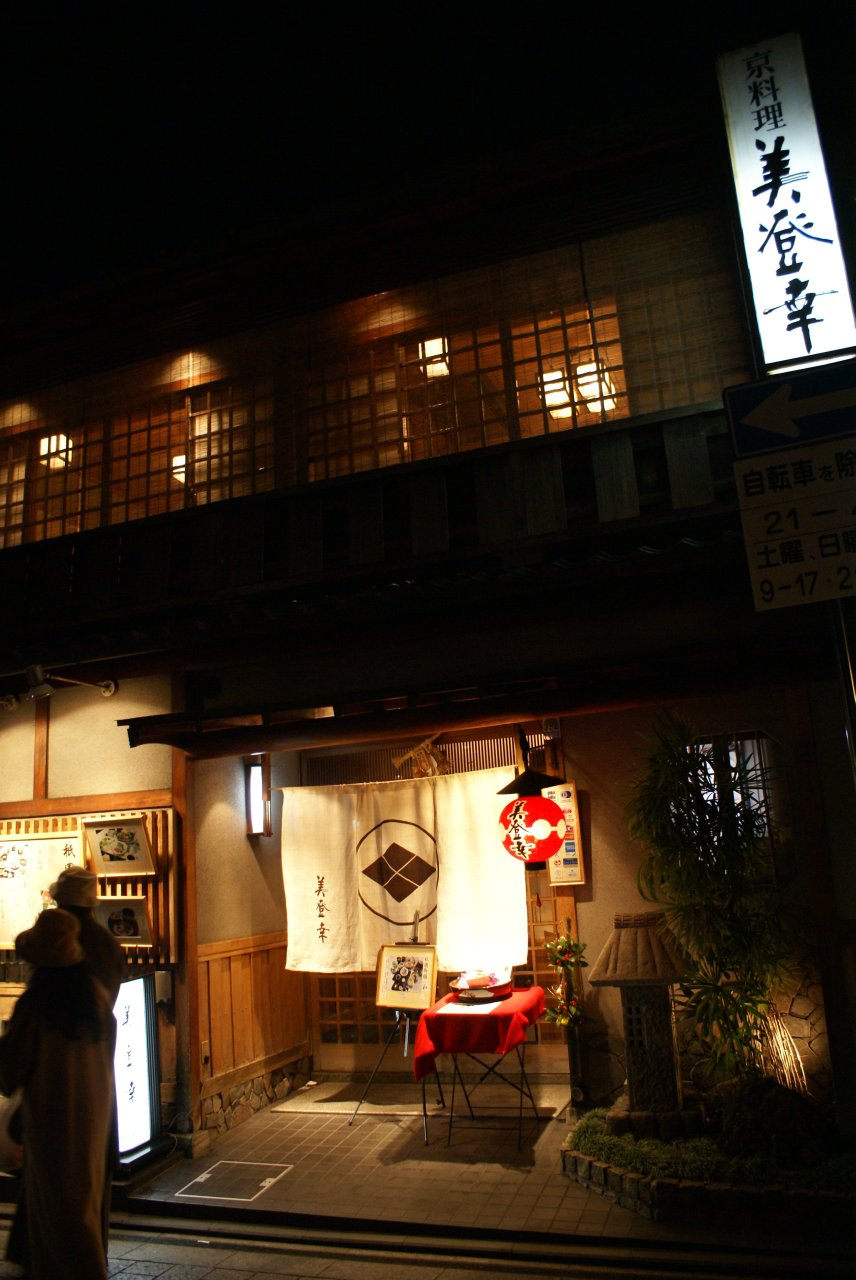
Um restaurante típico kaiseki em Gion

Parte deste distrito foi declarada distrito de preservação histórica nacional. Recentemente, a cidade de Kyoto concluiu um projeto para restaurar as ruas de Gion, que incluía planos como mover todas as utilidades aéreas para o subsolo, como parte do esforço contínuo para preservar a beleza original de Gion. 

## Entretenimento
Gion continua pontilhado de casas japonesas à moda antiga, chamadas machiya, que traduzidas aproximadamente como "casa da cidade", algumas das quais são ochaya ou "casas de chá". Estes são estabelecimentos tradicionais onde os clientes de Gion - desde os samurais dos antigos empresários dos tempos modernos - são entretidos pela geiko de maneira exclusiva há séculos. 
Dentro do ochaya há um mundo fechado e privado, onde o entretenimento da noite pode incluir coquetéis, conversas e jogos, além de música japonesa tradicional, canto e dança. Até hoje, geiko e maiko ( gueixa em treinamento) ainda podem ser vistos à noite, enquanto se movem pelas ruas de Gion de e para seus vários compromissos no ochaya . Eles dançam e cantam e divertem para todos. 

### Outros
Também existem muitos estabelecimentos de entretenimento modernos em Gion - restaurantes de todos os tipos, bares, discotecas, pachinko, apostas fora da pista e um número muito grande de estabelecimentos turísticos, principalmente ao longo da rua Shijō ; a região é um importante centro turístico e um local de diversão noturna para os habitantes locais. As ruas variam drasticamente em caráter, e as ruas tradicionais e tranquilas ficam próximas às modernas. Entre as ruas tradicionais, e arredores é uma importante rua preservada. Ela varia da rua Shijō, no extremo norte, ancorada pelo famoso Ichiriki Tei, e corre para o sul até o templo principal de Kennin-ji . 
O trecho do rio Shirakawa antes de entrar no rio Kamo também é uma área preservada popular. É alinhada no lado sul com estabelecimentos tradicionais que se confinam diretamente com o rio, e alguns são acessados através do cruzamento de pontes do lado norte. O lado norte também era anteriormente revestido de prédios, mas estes foram demolidos na Segunda Guerra Mundial como medida de prevenção de incêndios, e a seção agora é principalmente uma rua de pedestres, forrada com flores de cerejeira. Estes são iluminados à noite na primavera, e a área é ativa o ano todo. 

## Eventos anuais

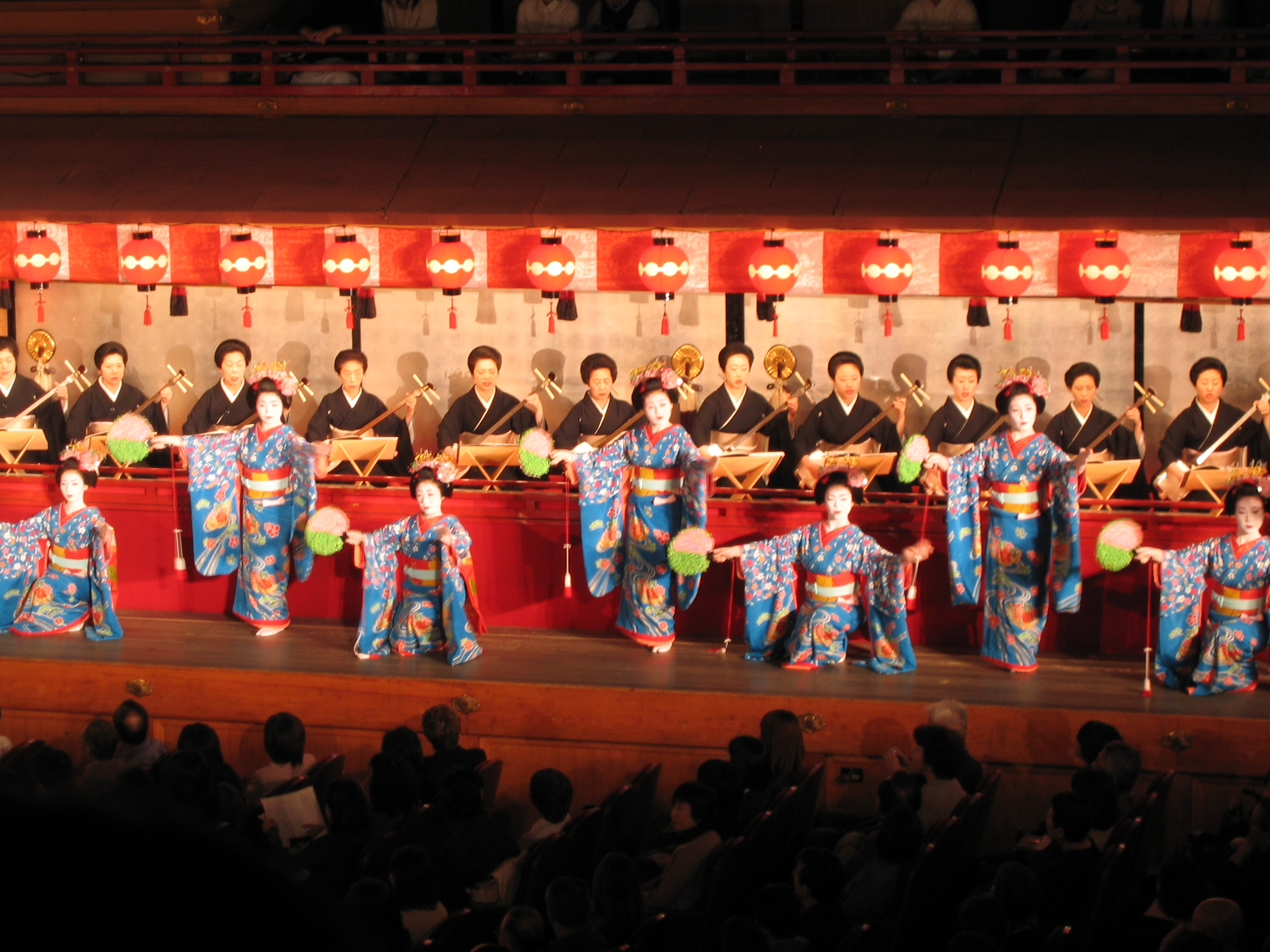
Miyako Odori

O geiko e o maiko de Gion realizam danças públicas anuais, assim como os de todos os cinco distritos de gueixas em Kyoto . O mais antigo deles data da exposição de Kyoto de 1872. O mais popular deles é o Miyako Odori, literalmente "Danças da Antiga Capital" (às vezes chamadas de "Danças da Flor de Cerejeira"), encenadas pela gueixa de Gion Kobu., que data de 1872. As danças acontecem de 1 a 30 de abril de cada ano durante o auge da estação das cerejeiras ( sakura ). Espectadores do Japão e de todo o mundo participam dos eventos, que variam de assentos "baratos" em tatames no chão a assentos reservados com uma pequena cerimônia de chá . Gion Higashi realiza uma dança semelhante no início de novembro, em torno das folhas de outono, conhecidas como Gion Odori; isso é mais recente e tem menos performances. 
Em Gion, também se encontra a sede da empresa de cosméticos Shiseido. 

## Na cultura popular
- Gion é o cenário de grande parte do romance Memórias de uma Gueixa de Arthur Golden .
- Gion Kobu também foi onde Mineko Iwasaki viveu e conduziu negócios como geiko, como mencionado em sua autobiografia Geisha of Gion .
- Gion é o cenário de vários filmes de Kenji Mizoguchi, incluindo: 
  - 1936 Irmãs de Gion (祇 園 の 姉妹Gion no kyodai )
  - 1953 Festival de Música de Gueixa AKA Gion ((園 囃 子Gion bayashi )